# チタカ・インターナショナル・フーズ
チタカ・インターナショナル・フーズ株式会社（Chitaka International Foods,Inc.）は、愛知県北名古屋市沖村に本社を多く企業。東海地方を中心に「とんかつ知多家」などを展開している外食産業の企業である。
自社独自のブランドとして「とんかつ知多家」を展開しているほか、ケンタッキーフライドチキン、ミスタードーナツとフランチャイズ契約を結んでおり、愛知・岐阜県を中心に各地に出店している。2018年（平成30年）8月時点の総店舗数は46店舗。

## 歴史
太平洋戦争後すぐの時期から、名古屋駅の東側でビアホールの運営も行っていた。1948年（昭和23年）には店名をマイアミに変更。その後、その場所に大名古屋ビルヂングが建設されると、1963年（昭和38年）には大名古屋ビルヂングの屋上にビアガーデン式店舗に模様替えしたビアガーデン・マイアミを開店させ、約半世紀に渡って営業を続けた。
大名古屋ビルヂングの建て替えに伴い、ビアガーデン・マイアミは2012年（平成24年）9月16日をもって閉店した。2013年（平成25年）5月7日、名古屋三越栄店屋上にビアガーデン・マイアミ 名古屋栄店が開店した。

### 年表
- 1902年（明治35年）- 創業者・角嘉助により、酒類小売商「知多屋嘉助商店」（ちたやかすけしょうてん）を創業[4]。
- 1945年（昭和20年）- 名古屋駅東側に進駐軍用のビアホール「エスクワイヤ」オープン。
- 1947年（昭和22年）- 法人化し、名古屋市中村区に「株式会社エスクワイヤ」として設立[4]。ただし翌年に雑誌「エスクァイア」から商標盗用のクレームを受け、店名を「マイアミ」に変更する。
- 1963年（昭和38年）- 大名古屋ビルヂング屋上に「ビアガーデン・マイアミ」をオープン[4]。
- 1972年（昭和47年）- 株式会社ダスキンと「ミスタードーナツ」のフランチャイズ契約を締結[4]。
- 1976年（昭和51年）- 株式会社日本シェーキーズとフランチャイズ契約を締結。
- 1977年（昭和52年）- 日本ケンタッキー・フライド・チキン株式会社とフランチャイズ契約を締結[4]。
- 1979年（昭和54年）- オールド・スパゲティ・ファクトリー社、株式会社小僧寿し本部と、それぞれフランチャイズ契約を締結[4]。株式会社ロイヤルと業務提携し、合弁会社の知多加ロイヤル株式会社を設立。
- 1980年（昭和55年）- 関連会社5社を吸収合併し、同時に「チタカ・インターナショナル・フーズ株式会社」に商号変更[4]。
- 1981年（昭和56年）- 株式会社イタリアントマトとフランチャイズ契約を締結。株式会社ロイヤルとの業務提携および合弁事業を解消。
- 1984年（昭和59年）- イタリアンレストラン「パステル」開店、パステル事業展開開始[4]。株式会社つぼ八とフランチャイズ契約を締結。
- 1988年（昭和63年） - 「とんかつ知多家」の店舗展開開始[4]。
- 1990年（平成2年）- 株式会社イタリアントマトとのフランチャイズ契約を解消。
- 2000年（平成10年）- 株式会社小僧寿し総本部とのフランチャイズ契約を解消。
- 2001年（平成13年）- 株式会社つぼ八とのフランチャイズ契約を解消。
- 2005年（平成17年）- インターネット販売を開始[4]。
- 2010年（平成22年）4月1日 - 外食事業やデザートの製造・販売事業を除く加工食品事業を宮島醤油株式会社に事業譲渡[5]。
- 2012年（平成24年）9月16日 - 大名古屋ビルヂングの建て替えに伴い、屋上で運営していた「ビアガーデン・マイアミ」を閉店[3][4]。
- 2013年（平成25年）5月7日 - 名古屋三越栄店屋上に「ビアガーデン・マイアミ　名古屋栄店」をオープン[4]。
- 2014年（平成26年）- 株式会社テンコーポレーションとフランチャイズ契約を締結。
- 2015年（平成27年）6月1日 - 「パステル」のレストラン部門を扇屋コーポレーション（現・扇屋東日本）に事業譲渡[6]。
- 2018年（平成30年）
  - 2月 - 角嘉一郎が代表取締役社長に就任。　
  - 「パステル」デザート事業を株式会社オールハーツ・カンパニー（名古屋市中区）へ譲渡。

## 店舗

### とんかつ知多家

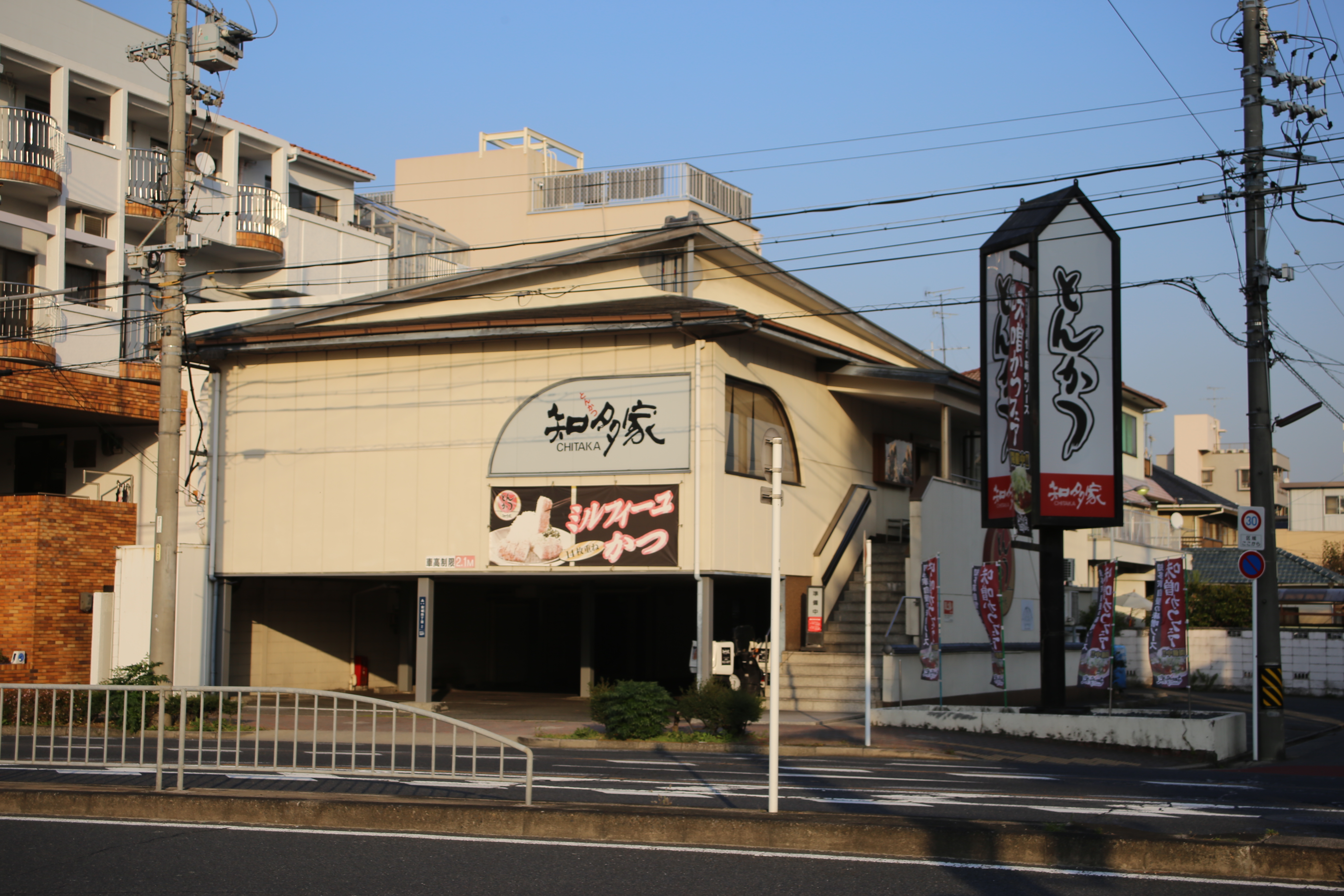
とんかつ知多家城北店

とんかつなどフライ定食をメインとした店舗で、読み方は「ちたか」である。1988年より東海地方を中心に一時期は多数の店舗を展開していたが、2022年7月現在は名古屋市北区に金城店を残すのみとなっている。

### その他の外食産業
- ビアガーデン・マイアミ - チタカ社が運営しているビアガーデン式店舗。1963年から名古屋駅前にある大名古屋ビルヂング屋上にて営業を続けていたが、同ビルの建て替えに伴い2012年9月17日で一旦営業を終了し、名古屋三越栄店屋上に移転して2013年5月7日から「ビアガーデン・マイアミ 名古屋栄店」として営業再開。
- 知多屋鍋貼（ちたやぐおてぃえ）- 大須にある台湾餃子を中心とした台湾料理の店[8]
- 好吃モンキーズ（はおつーもんきーず） - 長久手市熊田にある台湾フードと台湾茶の店[9]。2022年（令和4年）7月13日に長久手創始店（＝1号店）がオープンしたが、2024年（令和6年）3月15日に閉店し、前身のケンタッキー・フライド・チキンから引き続き使用していた建物も解体された。
- ケンタッキー・フライド・チキン、天丼てんや、ミスタードーナツのFC店の運営。

## 事業所
- 本社 - 愛知県北名古屋市沖村山ノ神54番地

## 関連会社
- 台湾知多家股有限公司
- 株式会社チタカ・インフォメーション・テクノロジー
- 株式会社チタカ不動産

## スポンサー
- 東海ラジオ放送の時報スポンサー（隔時）（詳しくは東海ラジオ放送・時報のページを参照）となっていたことがあり、パステル（スポンサー時期の大半）や知多家（スポンサー時代の末期）などを放送していた。